# Monte Cope
Il Monte Cope (in lingua inglese: Mount Cope) è una montagna antartica a forma di scogliera, situata sul fianco orientale del Separation Range, nei Monti della Regina Maud, in Antartide. Si affaccia sul fianco occidentale del Ghiacciaio Canyon, 7 km a nordovest del Nadeau Bluff.
Il monte fu mappato per la prima volta dall'United States Geological Survey sulla base di ispezioni in loco e di foto aeree scattate dalla U.S. Navy nel periodo 1958-63.
La denominazione è stata assegnata dall'Advisory Committee on Antarctic Names (US-ACAN) in onore del luogotenente Ronald P. Cope, della U.S. Navy, ufficiale responsabile della centrale nucleare presso la Stazione McMurdo nel 1963.